# Vibian Chepkurui
Vibian Chepkurui (* 5. Juni 1994) ist eine kenianische Leichtathletin. Sie ist spezialisiert auf den Langstreckenlauf.

## Werdegang
Die Kenianerin gewann im September 2021 bei ihrem ersten Marathon-Start den Vienna City Marathon.
Am 24. April 2022 konnte die 27-Jährige diesen Titel verteidigen und stellte mit ihrer Siegerzeit von 2:20:59 h einen neuen Streckenrekord auf.

## Sportliche Erfolge
| Datum/Jahr    | Rang | Wettbewerb              | Austragungsort | Zeit    | Bemerkung                                               |
| ------------- | ---- | ----------------------- | -------------- | ------- | ------------------------------------------------------- |
| 24. Apr. 2022 | 1    | Vienna City Marathon    | Wien           | 2:20:59 | Streckenrekord und persönliche Bestzeit                 |
| 21. Nov. 2021 | 5    | Lissabon-Halbmarathon   | Lissabon       | 1:08:02 | persönliche Bestzeit; hinter Tsehay Gemechu (1:06:06 h) |
| 12. Sep. 2021 | 1    | Vienna City Marathon    | Wien           | 2:24:29 | erster Marathon-Start                                   |
| 19. Jan. 2020 | 1    | Santa-Pola-Halbmarathon | Santa Pola     | 1:09:28 |                                                         |

## Persönliche Bestleistungen
- Halbmarathon: 1:08:02 h, 21. November 2021 in Lissabon
- Marathon: 2:20:59 h, 24. April 2022 in Wien